# Sage Kotsenburg
Sage Kotsenburg (født 27. juli 1993 i Coeur d'Alene, Idaho) er en professionel snowboarder fra USA, der blev den første olympiske mester under Vinter-OL 2014 i Sotji, da han tog guld i disciplinen slopestyle.